# José Castro (Gouverneur)

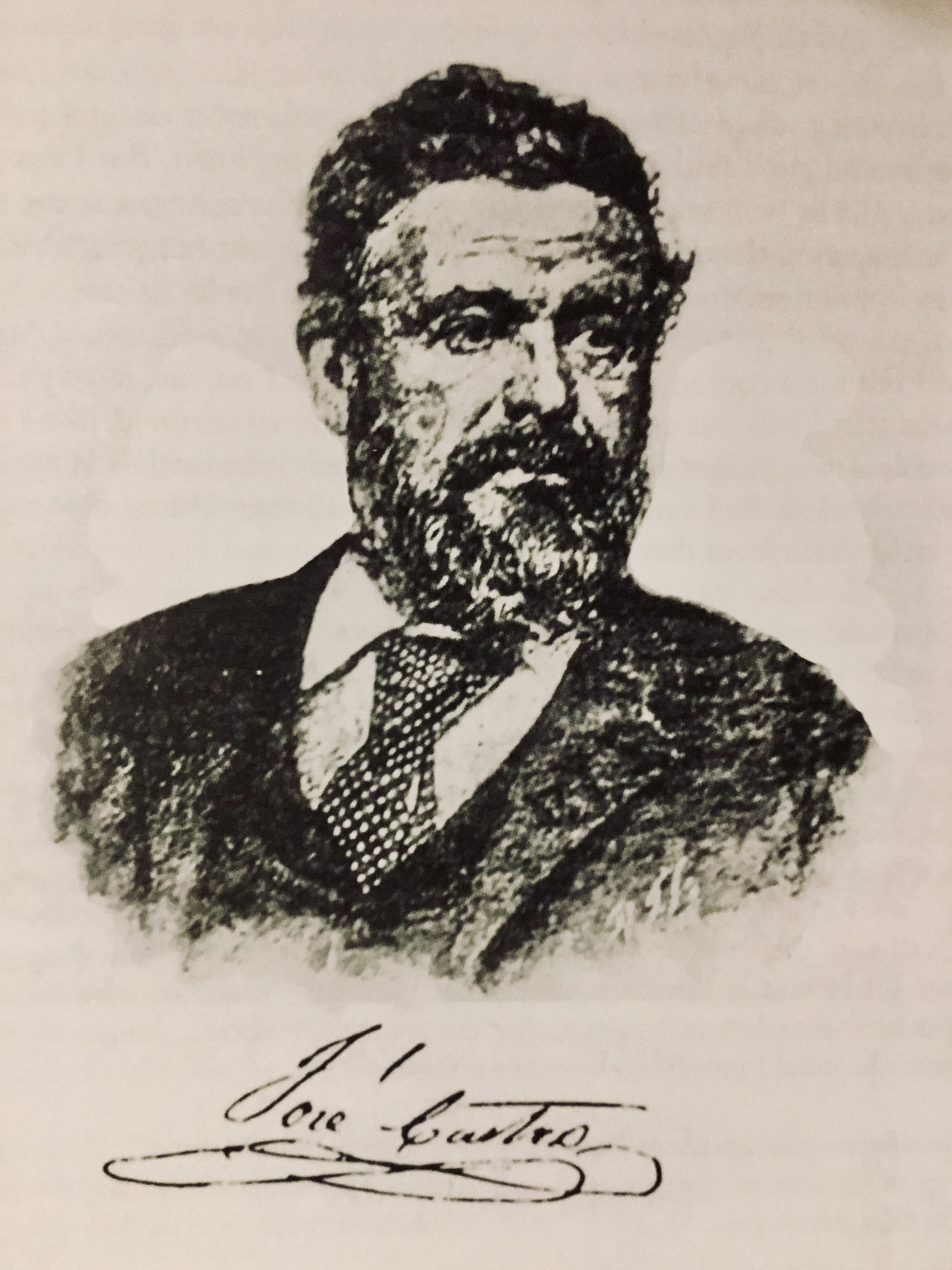
José Castro

José Antonio Castro (* 1808 in Monterey; † Februar 1860) war von 1835 bis 1836 Gouverneur von Alta California und Comandante General der dortigen mexikanischen Armee während der Revolte gegen den mexikanischen Gouverneur und während des Mexikanisch-Amerikanischen Krieges von 1846 bis 1848.

## Leben
José Antonio Castro war der Sohn von José Tiburcio Castro, einem Angehörigen der diputacion (Gesetzgebende Versammlung) und Verwalter der 1835 säkularisierten spanischen Mission San Juan Bautista. Er war Besitzer des Rancho Sausal.
José Castro arbeitete zunächst als Sekretär des ayuntamiento (Stadtrat) von Monterey. 1830 wurde er jedoch wegen einer Auseinandersetzung mit dem Gouverneur von Alta California verhaftet. 1835 war er bereits Erstes Mitglied (Vocal Primero) der Versammlung und stellvertretender Gouverneur. Zusammen mit Juan Bautista Alvarado versuchte er, eine stärkere Unabhängigkeit Alta Californias zu erreichen. 1836 gelang es der Gruppe unter der Führung Alvaredos und Castros, den Gouverneur Nicolás Gutiérrez zu stürzen. Mexiko musste einlenken. Castro wurde Commandante General, Gouverneur und Präsident der Gesetzgebenden Versammlung. 1837 bis 1838 war er Führer der Streitkräfte.
1839 erhielt er von Alvarado den Rancho San Justo, einen von drei Ranchos der Mission San Juan Bautista, die nach der Säkularisation von 1835 entstanden waren.
1840 ließ Castro illegale Einwanderer nach San Blas bringen. 1844 bis 1845 wurde er einer der Führer der Revolte gegen Gouverneur Manuel Micheltorena, und er wurde erneut Commandante General. Im April stellte er sich an die Spitze der nach der Unabhängigkeit Kaliforniens strebenden Junta von Monterey. In diesem Amt bekämpfte er die Zuwanderung aus den USA, ebenso wie im Krieg gegen die USA.
Im August 1846 zog er sich nach Mexiko zurück und residierte in Sinaloa, kehrte aber 1848 nach Mexikanisch-Kalifornien zurück. Ab 1853 führte er Militär und Regierung im mexikanischen Baja California.
Im Februar 1860 wurde Gouverneur Castro von dem Banditen Marquez ermordet.

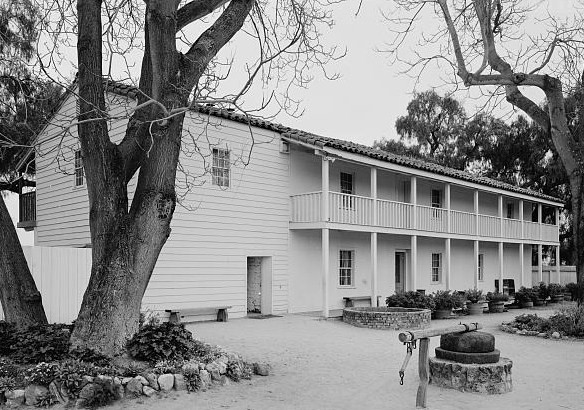
General-José-Castro-Haus in San Juan Bautista

Das José Castro House von 1840 in San Juan Bautista gehört heute zu den National Historic Landmark.